# Vérfoltos kabóca
A vérfoltos kabóca vagy vérehullató kabóca (Cercopis vulnerata) a rovarok (Insecta) osztályának félfedelesszárnyúak (Hemiptera) rendjébe, ezen belül a Cercopidae családjába tartozó faj.

## Származása, elterjedése
Szerte Európában megtalálható. Meleg években és alkalmas élőhelyeken a vérpettyes kabócához (Cercopis sanguinolenta) hasonlóan rendkívül gyakori lehet, de gyakorisága a mezőgazdasági művelés belterjessé válásával erősen csökken.

## Megjelenése, felépítése
A hozzá nagyon hasonló vérpettyes kabócához hasonlóan kb. 1 cm hosszú; a két faj példányait megbízhatóan csak szakember tudja megkülönböztetni. Élőhelyük azonban különbözik: a vérfoltos kabóca magasabb hegyvidékeken és inkább savanyú talajú területeken él.

## Életmódja, élőhelye
A hegységek napsütötte déli lejtőin él, főleg a cserjésekben és a kiterjedt gyepfelületeken. Az imágók és a lárvák is a füvek és cserjék gyökereiből szívogatják azok nedveit .

### Szaporodása
A lárvák a föld alatt élnek különféle növények gyökerein, és tajtékszerű, a nép által kakukknyálnak nevezett burokban fejlődnek. Ez nem más, mint az ürülékük, amelyet a kilégzéskor távozó levegővel habosra fújnak fel. Egész lárvakorukat ebben töltik, és úgy vesznek levegőt, hogy potrohuk végét kidugják a tajtékból. A hab megvédi őket a kiszáradástól és ellenségeiktől.